# Степной (Троицкий район)
Степной — посёлок в Троицком районе Алтайского края. Входит в состав Зелёнополянского сельсовета.

## История
Решением Троицкого райисполкома от 11 мая 1960 г. № 171 населённому пункту 2-е отделение совхоза «Троицкий» присвоено наименование посёлок Степной.

## Население
| 1997 | 1998 | 1999 | 2000 | 2001 | 2002 | 2003 | 2004 | 2005 |
| ---- | ---- | ---- | ---- | ---- | ---- | ---- | ---- | ---- |
| 320  | ↘310 | ↗320 | →320 | ↘314 | ↘294 | ↗306 | ↘276 | ↗280 |
| 2006 | 2007 | 2008 | 2009 | 2010 | 2011 | 2012 | 2013 |      |
| ↘254 | ↘239 | ↘236 | →236 | ↘200 | ↘199 | ↘193 | ↗195 |      |

Национальный состав
Согласно результатам переписи 2002 года, в национальной структуре населения русские составляли 90 %.